# 諾維奇 (烏克蘭)
50°7′56″N 27°17′43″E / 50.13222°N 27.29528°E
諾維奇（烏克蘭語：Новичі），是烏克蘭的村落，位於該國西部赫梅利尼茨基州，由舍佩蒂夫卡區負責管轄，始建於1792年，面積1.33平方公里，海拔高度273米，2001年人口280，人口密度每平方公里3,294.1人。